# Đá cầu tại Đại hội Thể thao Bãi biển châu Á 2016
Đá cầu bãi biển tại Đại hội Thể thao Bãi biển châu Á 2016 được tổ chức tại Đà Nẵng, Việt Nam từ ngày 26 đến ngày 30 tháng 9 năm 2016 tại khu vực Phương Trang, Đà Nẵng, Việt Nam.

## Danh sách huy chương
| Nội dung     | Vàng | Bạc | Đồng |
| ------------ | --- | --- | --- |
| Đơn nam      | Đinh Văn Đức · Việt Nam | Praphan Mainoi · Thái Lan | Chan Ho Yin · Hồng Kông |
| Đơn nam      | Đinh Văn Đức · Việt Nam | Praphan Mainoi · Thái Lan | Mai Yutian · Trung Quốc |
| Đôi nam      | Việt Nam · Lê Thanh Tuấn · Nguyễn Anh Tuấn                                                                                            | Trung Quốc · Mai Yutian · Gao Haoguang                                                                                                | Ma Cao · Ho Man Chon · Tam Chi Kin                                                                                                  |
| Đôi nam      | Việt Nam · Lê Thanh Tuấn · Nguyễn Anh Tuấn                                                                                            | Trung Quốc · Mai Yutian · Gao Haoguang                                                                                                | Thái Lan · Komkrissada Chumkhotr · Sorrasak Thaosiri                                                                                |
| Đồng đội nam | Việt Nam · Đinh Văn Đức · Lạc Chí Đức · Lê Thanh Tuấn · Nguyễn Anh Tuấn · Nguyễn Thế Thắng · Trần Thanh Điền                          | Trung Quốc · Gao Haoguang · Lu Wenliang · Luo Pan · Ma Weilun · Mai Yutian · Yang Zetao                                               | Hồng Kông · Chan Ho Yin · Anthony Cheung · Hon Sze Ming · Lau Ho Kan · Leung Kwan Ho · Kevin Or                                     |
| Đồng đội nam | Việt Nam · Đinh Văn Đức · Lạc Chí Đức · Lê Thanh Tuấn · Nguyễn Anh Tuấn · Nguyễn Thế Thắng · Trần Thanh Điền                          | Trung Quốc · Gao Haoguang · Lu Wenliang · Luo Pan · Ma Weilun · Mai Yutian · Yang Zetao                                               | Thái Lan · Komkrissada Chumkhotr · Panapong Khajornfung · Praphan Mainoi · Khomkrit Poksanthia · Wichan Temkort · Sorrasak Thaosiri |
| Đơn nữ       | Nguyễn Thị Ánh Nguyệt · Việt Nam | Lin Xiuting · Trung Quốc | Wong Weng Man · Ma Cao |
| Đơn nữ       | Nguyễn Thị Ánh Nguyệt · Việt Nam | Lin Xiuting · Trung Quốc | Sasiwimol Janthasit · Thái Lan |
| Đôi nữ       | Việt Nam · Nguyễn Thị Đào · Hoàng Thị Trà My                                                                                          | Trung Quốc · Lin Xiuting · Liang Yingying                                                                                             | Ma Cao · Lam Ka Man · Leong On Kei                                                                                                  |
| Đôi nữ       | Việt Nam · Nguyễn Thị Đào · Hoàng Thị Trà My                                                                                          | Trung Quốc · Lin Xiuting · Liang Yingying                                                                                             | Thái Lan · Sasiwimol Janthasit · Masaya Duangsri                                                                                    |
| Đồng đội nữ  | Việt Nam · Hoàng Thị Minh Thuận · Hoàng Thị Trà My · Lê Thị Lan Hương · Nguyễn Thị Ánh Nguyệt · Nguyễn Thị Đào · Nguyễn Thị Thủy Tiên | Thái Lan · Masaya Duangsri · Wanwisa Jankaen · Sasiwimol Janthasit · Fueangfa Praphatsarang · Kaewjai Pumsawangkaew · Payom Srihongsa | Ma Cao · Lam Ka Man · Leong On Kei · Wong Wai Seong · Wong Weng Man                                                                 |
| Đồng đội nữ  | Việt Nam · Hoàng Thị Minh Thuận · Hoàng Thị Trà My · Lê Thị Lan Hương · Nguyễn Thị Ánh Nguyệt · Nguyễn Thị Đào · Nguyễn Thị Thủy Tiên | Thái Lan · Masaya Duangsri · Wanwisa Jankaen · Sasiwimol Janthasit · Fueangfa Praphatsarang · Kaewjai Pumsawangkaew · Payom Srihongsa | Trung Quốc · Cai Jinyu · Li Siwen · Liang Yingying · Lin Xiuting · Zhuang Qianqian                                                  |
| Đôi hỗn hợp  | Việt Nam · Trần Thanh Điền · Nguyễn Thị Thủy Tiên                                                                                     | Thái Lan · Sorrasak Thaosiri · Masaya Duangsri                                                                                        | Ma Cao · Tam Chi Kin · Leong On Kei                                                                                                 |
| Đôi hỗn hợp  | Việt Nam · Trần Thanh Điền · Nguyễn Thị Thủy Tiên                                                                                     | Thái Lan · Sorrasak Thaosiri · Masaya Duangsri                                                                                        | Trung Quốc · Mai Yutian · Li Siwen                                                                                                  |

## Bảng huy chương
| 1         | Việt Nam   | 7 | 0 | 0  | 7  |
| 2         | Trung Quốc | 0 | 4 | 3  | 7  |
| 3         | Thái Lan   | 0 | 3 | 4  | 7  |
| 4         | Ma Cao     | 0 | 0 | 5  | 5  |
| 5         | Hồng Kông  | 0 | 0 | 2  | 2  |
| Tổng cộng | Tổng cộng  | 7 | 7 | 14 | 28 |

## Kết quả

### Đơn nam

#### Vòng sơ bộ
27–28 tháng 9
| Đội                     | St | T | B | Sth | Sb | Điểm |
| ----------------------- | -- | - | - | --- | -- | ---- |
| Đinh Văn Đức (VIE)      | 5  | 5 | 0 | 10  | 0  | 10   |
| Praphan Mainoi (THA)    | 5  | 4 | 1 | 8   | 2  | 9    |
| Mai Yutian (CHN)        | 5  | 3 | 2 | 6   | 4  | 8    |
| Chan Ho Yin (HKG)       | 5  | 2 | 3 | 4   | 6  | 7    |
| Murugan Kajendran (IND) | 5  | 0 | 5 | 0   | 10 | 5    |
| Ho Man Chon (MAC)       | 5  | 1 | 4 | 2   | 8  | 4    |

|                 | CHN | HKG | IND | MAC | THA | VIE |
| --------------- | --- | --- | --- | --- | --- | --- |
| Mai (CHN)       |     | 2–0 | 2–0 | 2–0 | 0–2 | 0–2 |
| Chan (HKG)      | 0–2 |     | 2–0 | 2–0 | 0–2 | 0–2 |
| Kajendran (IND) | 0–2 | 0–2 |     | 0–2 | 0–2 | 0–2 |
| Ho (MAC)        | 0–2 | 0–2 | 2–0 |     |     |     |
| Mainoi (THA)    | 2–0 | 2–0 | 2–0 | WO  |     | 0–2 |
| Đinh (VIE)      | 2–0 | 2–0 | 2–0 | WO  | 2–0 |     |

#### Vòng đấu loại trực tiếp
28 tháng 9
|  | Semifinals           | Semifinals           | Semifinals | Semifinals | Semifinals |  |  | Gold medal match     | Gold medal match     | Gold medal match | Gold medal match | Gold medal match |
|  |                      |                      |            |            |            |  |  |                      |                      |                  |                  |                  |
|  | Đinh Văn Đức (VIE)   | Đinh Văn Đức (VIE)   | 21         | 21         |            |  |  |                      |                      |                  |                  |                  |
|  | Chan Ho Yin (HKG)    | Chan Ho Yin (HKG)    | 7          | 6          |            |  |  | Đinh Văn Đức (VIE)   | Đinh Văn Đức (VIE)   | 21               | 21               |                  |
|  | Mai Yutian (CHN)     | Mai Yutian (CHN)     | 15         | 21         | 14         |  |  | Praphan Mainoi (THA) | Praphan Mainoi (THA) | 13               | 16               |                  |
|  | Praphan Mainoi (THA) | Praphan Mainoi (THA) | 21         | 18         | 21         |  |  |                      |                      |                  |                  |                  |
|  |                      |                      |            |            |            |  |  |                      |                      |                  |                  |                  |
|  |                      |                      |            |            |            |  |  |                      |                      |                  |                  |                  |
|  |                      |                      |            |            |            |  |  |                      |                      |                  |                  |                  |

### Đôi nam

#### Vòng sơ bộ
26 tháng 9
| Đội                                                     | St | T | B | Sth | Sb | Điểm |
| ------------------------------------------------------- | -- | - | - | --- | -- | ---- |
| Lê Thanh Tuấn (VIE) · Nguyễn Anh Tuấn (VIE)             | 5  | 5 | 0 | 10  | 0  | 10   |
| Mai Yutian (CHN) · Gao Haoguang (CHN)                   | 5  | 4 | 1 | 8   | 2  | 9    |
| Komkrissada Chumkhotr (THA) · Sorrasak Thaosiri (THA)   | 5  | 3 | 2 | 6   | 4  | 8    |
| Ho Man Chon (MAC) · Tam Chi Kin (MAC)                   | 5  | 2 | 3 | 4   | 6  | 7    |
| Hon Sze Ming (HKG) · Lau Ho Kan (HKG)                   | 5  | 1 | 4 | 2   | 8  | 6    |
| Murugan Kajendran (IND) · Muthu Krishnan Sethuraj (IND) | 5  | 0 | 5 | 0   | 10 | 5    |

|                                  | CHN | HKG | IND | MAC | THA | VIE |
| -------------------------------- | --- | --- | --- | --- | --- | --- |
| Mai (CHN) · Gao (CHN)            |     | 2–0 | 2–0 | 2–0 | 2–0 | 0–2 |
| Hon (HKG) · Lau (HKG)            | 0–2 |     | 2–0 | 0–2 | 0–2 | 0–2 |
| Kajendran (IND) · Sethuraj (IND) | 0–2 | 0–2 |     | 0–2 | 0–2 | 0–2 |
| Ho (MAC) · Tam (MAC)             | 0–2 | 2–0 | 2–0 |     | 0–2 | 0–2 |
| Chumkhotr (THA) · Thaosiri (THA) | 0–2 | 2–0 | 2–0 | 2–0 |     | 0–2 |
| Lê (VIE) · Nguyễn (VIE)          | 2–0 | 2–0 | 2–0 | 2–0 | 2–0 |     |

#### Vòng đấu loại trực tiếp
|  | Bán kết 26 tháng 9                                    | Bán kết 26 tháng 9                                    | Bán kết 26 tháng 9 | Bán kết 26 tháng 9 | Bán kết 26 tháng 9 |  |  | Huy chương vàng 27 tháng 9                  | Huy chương vàng 27 tháng 9                  | Huy chương vàng 27 tháng 9 | Huy chương vàng 27 tháng 9 | Huy chương vàng 27 tháng 9 |
|  |                                                       |                                                       |                    |                    |                    |  |  |                                             |                                             |                            |                            |                            |
|  | Lê Thanh Tuấn (VIE) · Nguyễn Anh Tuấn (VIE)           | Lê Thanh Tuấn (VIE) · Nguyễn Anh Tuấn (VIE)           | 21                 | 21                 |                    |  |  |                                             |                                             |                            |                            |                            |
|  | Ho Man Chon (MAC) · Tam Chi Kin (MAC)                 | Ho Man Chon (MAC) · Tam Chi Kin (MAC)                 | 8                  | 12                 |                    |  |  | Lê Thanh Tuấn (VIE) · Nguyễn Anh Tuấn (VIE) | Lê Thanh Tuấn (VIE) · Nguyễn Anh Tuấn (VIE) | 21                         | 21                         |                            |
|  | Komkrissada Chumkhotr (THA) · Sorrasak Thaosiri (THA) | Komkrissada Chumkhotr (THA) · Sorrasak Thaosiri (THA) | 22                 | 22                 | 16                 |  |  | Mai Yutian (CHN) · Gao Haoguang (CHN)       | Mai Yutian (CHN) · Gao Haoguang (CHN)       | 10                         | 13                         |                            |
|  | Mai Yutian (CHN) · Gao Haoguang (CHN)                 | Mai Yutian (CHN) · Gao Haoguang (CHN)                 | 24                 | 20                 | 21                 |  |  |                                             |                                             |                            |                            |                            |
|  |                                                       |                                                       |                    |                    |                    |  |  |                                             |                                             |                            |                            |                            |
|  |                                                       |                                                       |                    |                    |                    |  |  |                                             |                                             |                            |                            |                            |
|  |                                                       |                                                       |                    |                    |                    |  |  |                                             |                                             |                            |                            |                            |

### Đồng đội nam

#### Vòng sơ bộ
28–29 tháng 9
| Đội        | Trận | Thắng | Thua | BT | BB | Điểm |
| ---------- | ---- | ----- | ---- | -- | -- | ---- |
| Việt Nam   | 5    | 5     | 0    | 10 | 0  | 10   |
| Trung Quốc | 5    | 4     | 1    | 8  | 3  | 8    |
| Thái Lan   | 5    | 3     | 2    | 7  | 4  | 6    |
| Hồng Kông  | 5    | 2     | 3    | 4  | 6  | 4    |
| Ấn Độ      | 5    | 1     | 4    | 2  | 8  | 2    |
| Ma Cao     | 5    | 0     | 5    | 0  | 10 | 0    |

|            | CHN | HKG | IND | MAC | THA | VIE |
| ---------- | --- | --- | --- | --- | --- | --- |
| Trung Quốc |     | 2–0 | 2–0 | 2–0 | 2–1 | 0–2 |
| Hồng Kông  | 0–2 |     | 2–0 | 2–0 | 0–2 | 0–2 |
| Ấn Độ      | 0–2 | 0–2 |     | 0–2 | 0–2 | 0–2 |
| Ma Cao     | 0–2 | 0–2 | 2–0 |     | 0–2 | 0–2 |
| Thái Lan   | 1–2 | 2–0 | 2–0 | 2–0 |     | 0–2 |
| Việt Nam   | 2–0 | 2–0 | 2–0 | 2–0 | 2–0 |     |

#### Vòng đấu loại trực tiếp
30 tháng 9
|  | Bán kết    | Bán kết    | Bán kết | Bán kết | Bán kết |  |  | Huy chương vàng | Huy chương vàng | Huy chương vàng | Huy chương vàng | Huy chương vàng |
|  |            |            |         |         |         |  |  |                 |                 |                 |                 |                 |
|  | Việt Nam   | Việt Nam   | 21      | 21      |         |  |  |                 |                 |                 |                 |                 |
|  | Hồng Kông  | Hồng Kông  | 10      | 10      |         |  |  | Việt Nam        | Việt Nam        | 21              | 21              |                 |
|  | Thái Lan   | Thái Lan   | 16      | 21      | 14      |  |  | Trung Quốc      | Trung Quốc      | 8               | 13              |                 |
|  | Trung Quốc | Trung Quốc | 21      | 18      | 21      |  |  |                 |                 |                 |                 |                 |
|  |            |            |         |         |         |  |  |                 |                 |                 |                 |                 |
|  |            |            |         |         |         |  |  |                 |                 |                 |                 |                 |
|  |            |            |         |         |         |  |  |                 |                 |                 |                 |                 |

### Đơn nữ

#### Vòng sơ bộ
27–28 September
| VĐV                         | Trận | Thắng | Thua | BT | BB | Điểm |
| --------------------------- | ---- | ----- | ---- | -- | -- | ---- |
| Nguyễn Thị Ánh Nguyệt (VIE) | 5    | 5     | 0    | 10 | 0  | 10   |
| Lin Xiuting (CHN)           | 5    | 4     | 1    | 8  | 3  | 9    |
| Sasiwimol Janthasit (THA)   | 5    | 3     | 2    | 7  | 4  | 8    |
| Wong Weng Man (MAC)         | 5    | 2     | 3    | 4  | 6  | 7    |
| Lo Wai Ming (HKG)           | 5    | 1     | 4    | 2  | 8  | 4    |
| Kathalyne Nirubhama (IND)   | 5    | 0     | 5    | 0  | 10 | 0    |

|                 | CHN | HKG | IND | MAC | THA | VIE |
| --------------- | --- | --- | --- | --- | --- | --- |
| Lin (CHN)       |     | WO  | WO  | 2–0 | 2–1 | 0–2 |
| Lo (HKG)        |     |     | WO  |     | 0–2 | 0–2 |
| Nirubhama (IND) |     |     |     |     |     |     |
| Wong (MAC)      | 0–2 | WO  | WO  |     | 0–2 | 0–2 |
| Janthasit (THA) | 1–2 | 2–0 | WO  | 2–0 |     | 0–2 |
| Nguyễn (VIE)    | 2–0 | 2–0 | WO  | 2–0 | 2–0 |     |

#### Vòng đấu loại
28 tháng 9
|  | Bán kết                     | Bán kết                     | Bán kết | Bán kết | Bán kết |  |  | Huy chương vàng             | Huy chương vàng             | Huy chương vàng | Huy chương vàng | Huy chương vàng |
|  |                             |                             |         |         |         |  |  |                             |                             |                 |                 |                 |
|  | Nguyễn Thị Ánh Nguyệt (VIE) | Nguyễn Thị Ánh Nguyệt (VIE) | 21      | 21      |         |  |  |                             |                             |                 |                 |                 |
|  | Wong Weng Man (MAC)         | Wong Weng Man (MAC)         | 5       | 6       |         |  |  | Nguyễn Thị Ánh Nguyệt (VIE) | Nguyễn Thị Ánh Nguyệt (VIE) | W               | O               |                 |
|  | Sasiwimol Janthasit (THA)   | Sasiwimol Janthasit (THA)   | 15      | 14      |         |  |  | Lin Xiuting (CHN)           | Lin Xiuting (CHN)           |                 |                 |                 |
|  | Lin Xiuting (CHN)           | Lin Xiuting (CHN)           | 21      | 21      |         |  |  |                             |                             |                 |                 |                 |
|  |                             |                             |         |         |         |  |  |                             |                             |                 |                 |                 |
|  |                             |                             |         |         |         |  |  |                             |                             |                 |                 |                 |
|  |                             |                             |         |         |         |  |  |                             |                             |                 |                 |                 |

### Đôi nữ

#### Vòng sơ bộ
26 tháng 9
| Đội                                                  | St | T | B | Sth | Sb | Điểm |
| ---------------------------------------------------- | -- | - | - | --- | -- | ---- |
| Nguyễn Thị Đào (VIE) · Hoàng Thị Trà My (VIE)        | 5  | 5 | 0 | 10  | 0  | 10   |
| Sasiwimol Janthasit (THA) · Masaya Duangsri (THA)    | 5  | 4 | 1 | 8   | 2  | 9    |
| Lin Xiuting (CHN) · Liang Yingying (CHN)             | 5  | 3 | 2 | 6   | 4  | 8    |
| Lam Ka Man (MAC) · Leong On Kei (MAC)                | 5  | 2 | 3 | 4   | 6  | 7    |
| Mak Kwok Hing (HKG) · Lo Wai Ming (HKG)              | 5  | 1 | 4 | 2   | 8  | 6    |
| Nirmala Daisy Bala (IND) · Kathalyne Nirubhama (IND) | 5  | 0 | 5 | 0   | 10 | 2    |

|                                  | CHN | HKG | IND | MAC | THA | VIE |
| -------------------------------- | --- | --- | --- | --- | --- | --- |
| Lin (CHN) · Liang (CHN)          |     | 2–0 | WO  | 2–0 | 0–2 | 0–2 |
| Mak (HKG) · Lo (HKG)             | 0–2 |     | 2–0 | 0–2 | 0–2 | 0–2 |
| Bala (IND) · Nirubhama (IND)     |     | 0–2 |     |     |     | 0–2 |
| Lam (MAC) · Leong (MAC)          | 0–2 | 2–0 | WO  |     | 0–2 | 0–2 |
| Janthasit (THA) · Duangsri (THA) | 2–0 | 2–0 | WO  | 2–0 |     | 0–2 |
| Nguyễn (VIE) · Hoàng (VIE)       | 2–0 | 2–0 | 2–0 | 2–0 | 2–0 |     |

#### Vòng đấu loại trực tiếp
|  | Bán kết 26 tháng 9                                | Bán kết 26 tháng 9                                | Bán kết 26 tháng 9 | Bán kết 26 tháng 9 | Bán kết 26 tháng 9 |  |  | Huy chương vàng 27 tháng 9                    | Huy chương vàng 27 tháng 9                    | Huy chương vàng 27 tháng 9 | Huy chương vàng 27 tháng 9 | Huy chương vàng 27 tháng 9 |
|  |                                                   |                                                   |                    |                    |                    |  |  |                                               |                                               |                            |                            |                            |
|  | Nguyễn Thị Đào (VIE) · Hoàng Thị Trà My (VIE)     | Nguyễn Thị Đào (VIE) · Hoàng Thị Trà My (VIE)     | 21                 | 21                 |                    |  |  |                                               |                                               |                            |                            |                            |
|  | Lam Ka Man (MAC) · Leong On Kei (MAC)             | Lam Ka Man (MAC) · Leong On Kei (MAC)             | 8                  | 4                  |                    |  |  | Nguyễn Thị Đào (VIE) · Hoàng Thị Trà My (VIE) | Nguyễn Thị Đào (VIE) · Hoàng Thị Trà My (VIE) | 21                         | 21                         |                            |
|  | Lin Xiuting (CHN) · Liang Yingying (CHN)          | Lin Xiuting (CHN) · Liang Yingying (CHN)          | 21                 | 21                 |                    |  |  | Lin Xiuting (CHN) · Liang Yingying (CHN)      | Lin Xiuting (CHN) · Liang Yingying (CHN)      | 11                         | 9                          |                            |
|  | Sasiwimol Janthasit (THA) · Masaya Duangsri (THA) | Sasiwimol Janthasit (THA) · Masaya Duangsri (THA) | 17                 | 13                 |                    |  |  |                                               |                                               |                            |                            |                            |
|  |                                                   |                                                   |                    |                    |                    |  |  |                                               |                                               |                            |                            |                            |
|  |                                                   |                                                   |                    |                    |                    |  |  |                                               |                                               |                            |                            |                            |
|  |                                                   |                                                   |                    |                    |                    |  |  |                                               |                                               |                            |                            |                            |

### Đồng đội nữ

#### Vòng sơ bộ
28–29 tháng 9
| Đội        | Trận | Thắng | Thua | BT | BB | Điểm |
| ---------- | ---- | ----- | ---- | -- | -- | ---- |
| Việt Nam   | 4    | 4     | 0    | 8  | 0  | 8    |
| Thái Lan   | 4    | 3     | 1    | 6  | 3  | 6    |
| Trung Quốc | 4    | 2     | 2    | 5  | 4  | 4    |
| Ma Cao     | 4    | 1     | 3    | 2  | 7  | 2    |
| Hồng Kông  | 4    | 0     | 4    | 1  | 8  | 0    |

|            | CHN | HKG | MAC | THA | VIE |
| ---------- | --- | --- | --- | --- | --- |
| Trung Quốc |     | 2–0 | 2–0 | 1–2 | 0–2 |
| Hồng Kông  | 0–2 |     | 1–2 | 0–2 | 0–2 |
| Ma Cao     | 0–2 | 2–1 |     | 0–2 | 0–2 |
| Thái Lan   | 2–1 | 2–0 | 2–0 |     | 0–2 |
| Việt Nam   | 2–0 | 2–0 | 2–0 | 2–0 |     |

#### Vòng đấu loại trực tiếp
30 tháng 9
|  | Bán kết    | Bán kết    | Bán kết | Bán kết | Bán kết |  |  | Huy chương vàng | Huy chương vàng | Huy chương vàng | Huy chương vàng | Huy chương vàng |
|  |            |            |         |         |         |  |  |                 |                 |                 |                 |                 |
|  | Việt Nam   | Việt Nam   | 21      | 21      |         |  |  |                 |                 |                 |                 |                 |
|  | Ma Cao     | Ma Cao     | 9       | 11      |         |  |  | Việt Nam        | Việt Nam        | 21              | 21              |                 |
|  | Trung Quốc | Trung Quốc | 11      | 16      |         |  |  | Thái Lan        | Thái Lan        | 12              | 13              |                 |
|  | Thái Lan   | Thái Lan   | 21      | 21      |         |  |  |                 |                 |                 |                 |                 |
|  |            |            |         |         |         |  |  |                 |                 |                 |                 |                 |
|  |            |            |         |         |         |  |  |                 |                 |                 |                 |                 |
|  |            |            |         |         |         |  |  |                 |                 |                 |                 |                 |

### Đôi hỗn hợp
27 tháng 9

#### Vòng sơ bộ
| Đội                                                 | St | T | B | Sth | Sb | Điểm |
| --------------------------------------------------- | -- | - | - | --- | -- | ---- |
| Trần Thanh Điền (VIE) · Nguyễn Thị Thủy Tiên (VIE)  | 5  | 5 | 0 | 10  | 0  | 10   |
| Mai Yutian (CHN) · Li Siwen (CHN)                   | 5  | 4 | 1 | 8   | 2  | 9    |
| Sorrasak Thaosiri (THA) · Masaya Duangsri (THA)     | 5  | 3 | 2 | 6   | 5  | 8    |
| Tam Chi Kin (MAC) · Leong On Kei (MAC)              | 5  | 2 | 3 | 5   | 6  | 7    |
| Anthony Cheung (HKG) · Fung Mun Yee (HKG)           | 5  | 1 | 4 | 2   | 8  | 6    |
| Murugan Kajendran (IND) · Kathalyne Nirubhama (IND) | 5  | 0 | 5 | 0   | 10 | 5    |

|                                   | CHN | HKG | IND | MAC | THA | VIE |
| --------------------------------- | --- | --- | --- | --- | --- | --- |
| Mai (CHN) · Li (CHN)              |     | 2–0 | 2–0 | 2–0 | 2–0 | 0–2 |
| Cheung (HKG) · Fung (HKG)         | 0–2 |     | 2–0 | 0–2 | 0–2 | 0–2 |
| Kajendran (IND) · Nirubhama (IND) | 0–2 | 0–2 |     | 0–2 | 0–2 | 0–2 |
| Tam (MAC) · Leong (MAC)           | 0–2 | 2–0 | 2–0 |     | 1–2 | 0–2 |
| Thaosiri (THA) · Duangsri (THA)   | 0–2 | 2–0 | 2–0 | 2–1 |     | 0–2 |
| Trần (VIE) · Nguyễn (VIE)         | 2–0 | 2–0 | 2–0 | 2–0 | 2–0 |     |

#### Vòng đấu loại trực tiếp
|  | Bán kết                                            | Bán kết                                            | Bán kết | Bán kết | Bán kết |  |  | Huy chương vàng                                    | Huy chương vàng                                    | Huy chương vàng | Huy chương vàng | Huy chương vàng |
|  |                                                    |                                                    |         |         |         |  |  |                                                    |                                                    |                 |                 |                 |
|  | Trần Thanh Điền (VIE) · Nguyễn Thị Thủy Tiên (VIE) | Trần Thanh Điền (VIE) · Nguyễn Thị Thủy Tiên (VIE) | 21      | 21      |         |  |  |                                                    |                                                    |                 |                 |                 |
|  | Tam Chi Kin (MAC) · Leong On Kei (MAC)             | Tam Chi Kin (MAC) · Leong On Kei (MAC)             | 9       | 14      |         |  |  | Trần Thanh Điền (VIE) · Nguyễn Thị Thủy Tiên (VIE) | Trần Thanh Điền (VIE) · Nguyễn Thị Thủy Tiên (VIE) | 21              | 21              |                 |
|  | Mai Yutian (CHN) · Li Siwen (CHN)                  | Mai Yutian (CHN) · Li Siwen (CHN)                  | 18      | 18      |         |  |  | Sorrasak Thaosiri (THA) · Masaya Duangsri (THA)    | Sorrasak Thaosiri (THA) · Masaya Duangsri (THA)    | 9               | 14              |                 |
|  | Sorrasak Thaosiri (THA) · Masaya Duangsri (THA)    | Sorrasak Thaosiri (THA) · Masaya Duangsri (THA)    | 21      | 21      |         |  |  |                                                    |                                                    |                 |                 |                 |
|  |                                                    |                                                    |         |         |         |  |  |                                                    |                                                    |                 |                 |                 |
|  |                                                    |                                                    |         |         |         |  |  |                                                    |                                                    |                 |                 |                 |
|  |                                                    |                                                    |         |         |         |  |  |                                                    |                                                    |                 |                 |                 |